# Maison d'Alpin

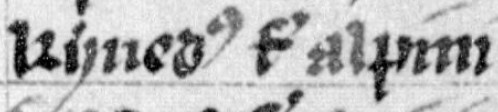
Signature de Cináed mac Ailpín, datant du IXe siècle.

La maison d'Alpin est une dynastie de rois écossais qui ont régné sur les Pictes, puis sur le royaume d'Alba de 843 à 1034. Son nom dérive du patronyme de Kenneth MacAlpin (Cináed mac Ailpín), roi des Pictes et fondateur d'Alba. Máel Coluim II est le dernier roi qui descend de la branche agnatique des Alpin, les suivants étant issus de la branche cognatique. Les liens de parenté d'Eochaid et de Giric demeurent eux incertains.

## Ascendance mythique
Selon la mythologie, la maison d'Alpin descend de Cináed mac Ailpín (anglicisé en Kenneth MacAlpin) lui-même petit-fils d'Áed Find, roi de Dal Riada. Áed Find était l'arrière-petit-fils du roi Domangart mac Domnaill de Dal Riada, un descendant de Fergus Ier de Dal Riada, premier roi de Dal Riada. Selon l'Annales des quatre maîtres, Fergus Ier avait pour ancêtre l'Ard rí Érenn Conaire Cóem, un milesien soit un descendant de Mile. Mile aurait été le petit-fils d'un roi celte espagnol de Galice : Breogán, qui avait pour ascendants des Égyptiens ayant fui en Espagne à la suite des dix plaies d’Égypte.

## Succession au trône
Les rois de la maison d'Alpin se succèdent jusqu'au XIe siècle selon le principe celtique de la tanistrie. voir le schéma de la succession dynastique.

## Rois de la Maison d'Alpin
- Cináed mac Ailpín, r.843-858
- Domnall Ier, r.858-862
- Constantín Ier, r.862-877
- Áed, r.877-878
- Eochaid et Giric, r.878-889
- Domnall II, r.889-900
- Constantín II, r.900-943
- Máel Coluim I, r.943-954
- Indulf, r.954-962
- Dub, r.962-966
- Cuilén, r.966-971
- Cináed II, r.971-après 973
- Amlaíb, r. après 973-977
- Cináed II, r.977-995
- Constantín III, r.995-997
- Cináed III, r.997-1005
- Máel Coluim II, r.1005-1034

## Pour approfondir